# Marcinowice (przystanek kolejowy)
Marcinowice – zlikwidowany przystanek osobowy w Marcinowicach; w gminie Kozłów, w powiecie miechowskim, w województwie małopolskim, w Polsce. Otwarty w 1971 przez Polskie Koleje Państwowe.